# النقل بالسكك الحديدية في أوروبا

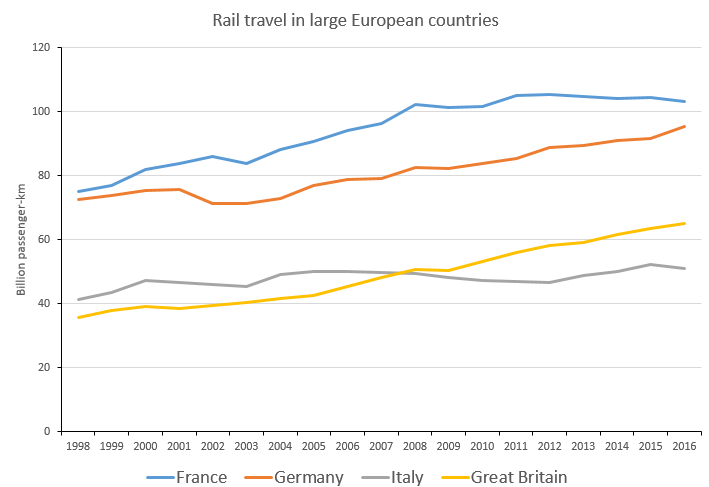
كم مسافر في دول أوروبا الغربية الكبيرة من 1998 إلى 2016

يتميز النقل بالسكك الحديدية في أوروبا بتنوعه، من الناحيتين التقنية والبنية التحتية.
غالبًا ما تتم صيانة شبكات السكك الحديدية في أوروبا الغربية والوسطى بشكل جيد ومتطورة بشكل جيد، في حين أن أوروبا الشرقية والشمالية والجنوبية غالبًا ما يكون لديها تغطية و / أو مشاكل بنية تحتية أقل. تعمل شبكات السكك الحديدية المكهربة بعدد كبير من الفولتية المختلفة AC و DC تتراوح من 750 إلى 25000 فولت، وتختلف أنظمة الإشارات من بلد إلى آخر، مما يعيق حركة المرور عبر الحدود.
يهدف الاتحاد الأوروبي إلى تسهيل العمليات عبر الحدود وكذلك إدخال المنافسة على شبكات السكك الحديدية الوطنية. تمكنت الدول الأعضاء في الاتحاد الأوروبي من الفصل بين توفير خدمات النقل وإدارة البنية التحتية من خلال التوجيه الأوروبي الموحد للسكك الحديدية لعام 2012 . عادة، تم تقسيم شركات السكك الحديدية الوطنية إلى أقسام منفصلة أو شركات مستقلة لعمليات البنية التحتية والركاب والشحن. يمكن تقسيم عمليات نقل الركاب إلى خدمات المسافات الطويلة والخدمات الإقليمية، لأن الخدمات الإقليمية غالبًا ما تعمل بموجب اتفاقية تجبر للقطاع العام (التي تدعم الطرق غير المربحة ولكنها مرغوبة اجتماعيًا)، بينما تعمل خدمات المسافات الطويلة عادةً دون دعم.

## الفروقات بين الدول

أنظمة الكهربة :

صنف مؤشر أداء السكك الحديدية الأوروبية لعام 2017 أداء أنظمة السكك الحديدية الوطنية على النحو التالي:
1. المستوى الأول: سويسرا والدنمارك وفنلندا وألمانيا والنمسا والسويد وفرنسا.
2. المستوى الثاني: بريطانيا العظمى وهولندا ولوكسمبورغ وإسبانيا وجمهورية التشيك والنرويج وبلجيكا وإيطاليا.
3. المستوى الثالث: ليتوانيا وسلوفينيا وأيرلندا والمجر ولاتفيا وسلوفاكيا وبولندا والبرتغال ورومانيا وبلغاريا وكرواتيا.

### ارتفاع منصة السكك الحديدية

تطبيق الارتفاعات القياسية للاتحاد الأوروبي للبناء الجديد ؛ أخضر = 550 مم ، أزرق = 760 مم ، تركواز = كلاهما ، رمادي داكن = تصميمات جديدة بارتفاعات أخرى غير معايير الاتحاد الأوروبي

أصدرت مفوضية الاتحاد الأوروبي (المواصفات الفنية لقابلية التشغيل البيني) التي تحدد ارتفاعات المنصة القياسية لخطوات الركاب على السكك الحديدية عالية السرعة. هذه الارتفاعات القياسية هي 550 و 760 ملم .

## الدعم الحكومي

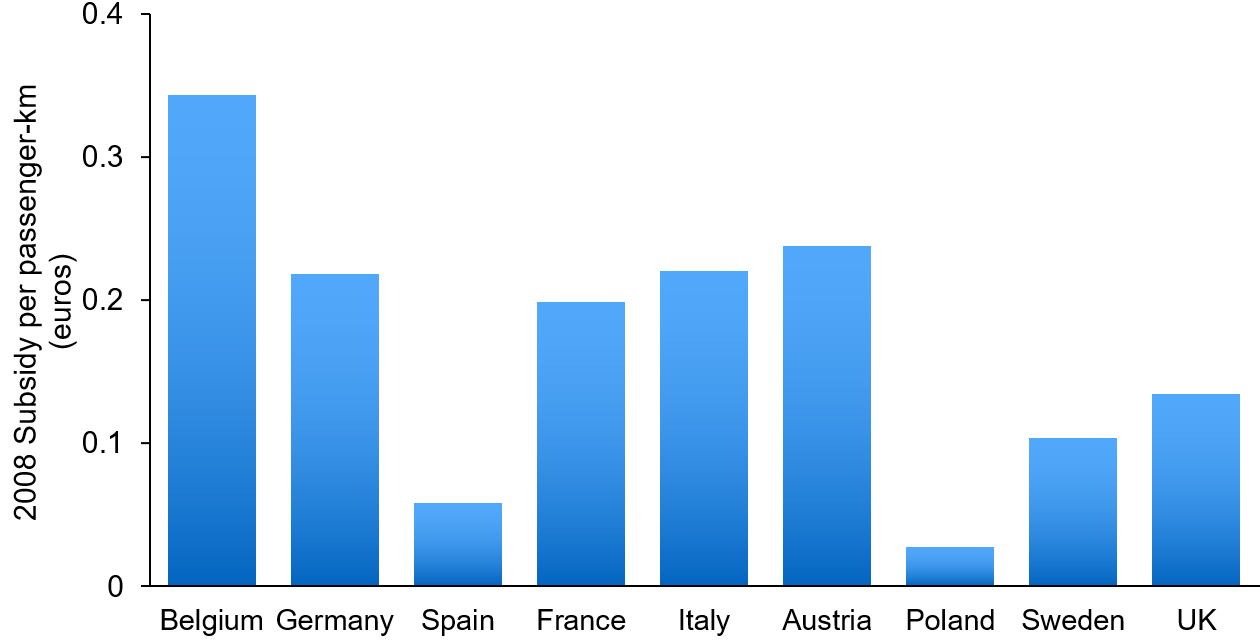
دعم السكك الحديدية الأوروبية باليورو لكل راكب / كيلومتر في عام 2008

بلغ دعم الاتحاد الأوروبي للسكك الحديدية 73 مليار يورو في 2005. تختلف الإعانات بشكل كبير من بلد إلى آخر من حيث الحجم وكيفية توزيعها ، حيث تقدم بعض البلدان منحًا مباشرة لمزود البنية التحتية وبعضها يقدم إعانات لتدريب الشركات العاملة ، غالبًا من خلال دعم القطاع العام . بشكل عام ، لا يتم دعم قطارات المسافات الطويلة.
وجد مؤشر أداء السكك الحديدية الأوروبية لعام 2017 ارتباطًا إيجابيًا بين التكلفة العامة وأداء نظام سكة حديد معين والاختلافات في القيمة التي تتلقاها البلدان مقابل تكلفتها العامة. وجد تقرير الأداء لعامي 2017 و 2015 علاقة قوية بين كفاءة التكلفة وحصة الإعانات المخصصة لمديري البنية التحتية. يرتبط هيكل الدعم الشفاف ، الذي يتم فيه تقديم الإعانات العامة مباشرة إلى مدير البنية التحتية بدلاً من توزيعها بين العديد من شركات تشغيل القطارات ، بنظام سكك حديدية عالي الأداء.
وجد مؤشر 2017 أن الدنمارك وفنلندا وفرنسا وألمانيا وهولندا والسويد وسويسرا تحصل على قيمة عالية نسبيًا لأموالها ، في حين أن لوكسمبورغ وبلجيكا ولاتفيا وسلوفاكيا والبرتغال ورومانيا وبلغاريا أداء ضعيف بالنسبة لمتوسط نسبة الأداء بين الدول الأوروبية.

### إجمالي الدعم الحكومي للسكك الحديدية حسب الدولة
| دولة      | الدعم بمليارات اليورو | سنة  |
| --------- | --------------------- | ---- |
| المانيا   | 17.0                  | 2014 |
| فرنسا     | 13.2                  | 2013 |
| ايطاليا   | 7.6                   | 2012 |
| اسبانيا   | 5.1                   | 2015 |
| بريطانيا  | 4.4                   | 2016 |
| سويسرا    | 4.3                   | 2012 |
| بلجيكا    | 2.8                   | 2012 |
| هولاندا   | 2.5                   | 2014 |
| النمسا    | 2.3                   | 2009 |
| الدنيمارك | 1.7                   | 2008 |
| السويد    | 1.6                   | 2009 |
| بولاندا   | 1.4                   | 2008 |
| ايرلاند   | 0.91                  | 2008 |

## مواءمة القواعد
- الحزمة الأولى للسكك الحديدية (توجيه الاتحاد الأوروبي 91/440)
- باقة السكك الحديدية الثانية
- الحزمة الثالثة للسكك الحديدية
- حزمة السكك الحديدية الرابعة
- النظام الأوروبي لإدارة حركة السكك الحديدية على أنظمة الإشارات المنسقة ، للسماح بمزيد من القطارات العابرة للحدود
- شبكة السكك الحديدية التقليدية عبر أوروبا
- منطقة سكة حديد أوروبية واحدة

## روابط خارجية
- توجيه المجلس 91/440 / EEC بتاريخ 29 يوليو 1991 بشأن تطوير سكك حديد المجتمع
- توجيه المجلس 96/48 / EC بتاريخ 23 يوليو 1996 بشأن قابلية التشغيل البيني لنظام السكك الحديدية عالية السرعة عبر أوروبا
- خرائط شبكات السكك الحديدية في أوروبا
- مستوى الخدمة في اتصالات السكك الحديدية للركاب بين المدن الكبرى الأوروبية تقرير معهد النقل والتخطيط المكاني